# Маёвска-Стручкова, Ольга
Ольга Маёвска-Стручкова (словацк. Oľga Májovská Stručková, 18 мая 1943 года, Обсоловце, Чехословакия) — словацкая актриса театра и телевидения.
Родилась в 1943 году в деревне Обсоловце в округе Топольчаны, примерно в 6 км от села Радошина. Окончила Педагогический институт в городе Нитра. Педагогическую деятельность начала в селе Дубодел, позже преподавала в начальной школе села Вельке-Рипняны.
Её талант декламатора привлёк внимание актёра и режиссёра Станислава Штепки, который предложил ей сотрудничество. Так Ольга Маёвска стала одним из основателей Радошинского наивного театра.
Приняла участие в первых постановках театра, позже сыграла в спектаклях Яношик и Человечина, выступила в главной роли в спектакле Елизавета Грозная.
Ольга Маёвска участвовала в телевизионном проекте Карлики с родословной (1973). В 1975 году вступила во второй брак и родила дочь Анну. Материнство не позволило ей продолжать активно работать в театре. Однако в 1983 году Ольга Маёвска, её дочь и актёры Радошинского наивного театра снялись в телефильме «Вино виноватое». До этого Ольга Маёвска также снялась в небольшой роли соседки в семейном фильме «Отец всё равно сведёт меня в могилу» (1980).